# Max Boyce
Maxwell Boyce, MBE (* 27. September 1943 in Glynneath) ist ein walisischer Comedian, Sänger und ehemaliger Bergmann, der Mitte der 1970er nationale Berühmtheit in Großbritannien erlangte.

## Kindheit und Jugend
Innerhalb von wenigen Tagen nach seiner Geburt starb sein Vater während einer Explosion im Kohlebergwerk, wo er arbeitete. Im Alter von 15 zog Boyce zu seinem Großvater. Wie sein Vater vor ihm verbrachte er seine späten Teenagerjahre im Bergwerk, bevor er in seinen frühen 20ern einen Fabrikjob annahm.
In den frühen 1970ern machte er einen Abschluss als Ingenieur des Bergwesens. während dieser Zeit begann er, Lieder über die Bergwerkergemeinschaft in Südwales zu schreiben. Er fing etwa 1972 an, in Folkclubs aufzutreten, wo er immer mit einem witzigen Element begann, hier und da einige Anekdoten über das Bergmannsleben und besonders den Nationalsport Rugby Union einstreute.

## Musikalische Karriere
Max hatte ohne Erfolg an der Fernseh-Talentshow Opportunity Knocks teilgenommen. Kurz darauf nahm er am 3. November 1973 sein erstes Album Live at Treorchy mit EMI im Treorchy-Rugby-Club auf.
Die Songs auf dem Album, besonders Hymns and Arias, wurden bei Rugby-Fans schnell sehr beliebt und viele Jahre lang trat der Entertainer regelmäßig auf Bühnen, im Fernsehen und im Radio auf. Außerdem nahm er weitere Hit-Alben auf. Sein nächstes Album We All Had Doctors' Papers wurde 1975 veröffentlicht und kam auf den 1. Platz der UK-Albumcharts. Diese Aufnahme hat die Besonderheit, dass sie das einzige Comedy-Album ist, das je in die UK-Albumchart gekommen ist.
Ein früher Höhepunkt seiner Karriere geschah gleichzeitig mit der Vorherrschaft des walisischen Rugby-Nationalteams in der Five Nations Championship während der 1970er Jahre. Die Songs und Gedichte dieser Zeit waren Widerspiegelungen des echten Lebens und der sich entfaltenden Geschichte.
Boyces Karriere erlitt in den 1990er Jahren einen Tiefpunkt, erholte sich aber 1999 wieder, als er die Eröffnungszeremonie der Rugby-Weltmeisterschaft 1999 im Millennium Stadium in Cardiff übernahm.
Boyce wurde 1999 mit dem MBE ausgezeichnet.

„Harry Secombe is one of the most famous of comedians from Wales. His reputation however rests with his singing and Neddy Seegrovery. Sir Geraint Evans possessed considerable talent for comedy and made us laugh in the roles of Falstaff and Leporello, but his career depended every move on his voice. Until Max Boyce, I can think of no-one who has become famous outside Wales for his Welshness.“

## Diskografie

### Alben
| Jahr | Titel                           | Höchstplatzierung, Gesamtwochen, AuszeichnungChartsChartplatzierungen (Jahr, Titel, Platzierungen, Wochen, Auszeichnungen, Anmerkungen) | Anmerkungen                                                    |
| Jahr | Titel                           | UK | Anmerkungen                                                    |
| ---- | ------------------------------- | --- | -------------------------------------------------------------- |
| 1975 | Live Is Treorchy                | UK21 Gold · (38 Wo.)UK | Erstveröffentlichung: 1975 Wiederveröffentlichung: 1995 auf CD |
| 1975 | We All Had Doctor’s Papers      | UK1 Gold · (17 Wo.)UK | Erstveröffentlichung: 1975                                     |
| 1976 | The Incredible Plan             | UK9 Gold · (11 Wo.)UK | Erstveröffentlichung: 1976                                     |
| 1978 | The Roads And The Miles         | UK50 Silber · (3 Wo.)UK | Erstveröffentlichung: 1978                                     |
| 1978 | I Know Cos I Was There          | UK6 Gold · (14 Wo.)UK | Erstveröffentlichung: 1978                                     |
| 1979 | Now That I Was Biased           | UK27 Silber · (13 Wo.)UK | Erstveröffentlichung: 1979                                     |
| 1979 | Poems and Pints Vol 1           | — | Erstveröffentlichung: 1979                                     |
| 1980 | Me And Billy Williams           | UK37 Silber · (8 Wo.)UK | Erstveröffentlichung: 1980                                     |
| 1980 | Farewell to the North Enclosure | — | Erstveröffentlichung: 1980                                     |
| 1981 | It’s Good to See You            | — | Erstveröffentlichung: 1981                                     |
| 1987 | Troubadour                      | — | Erstveröffentlichung: 1987                                     |
| 2000 | Max Boyce                       | — | Erstveröffentlichung: 2000 Kompilation                         |

## Schriften
- I Was There! (1979)
- Max Boyce in the Mad Pursuit of Applause (1984)